# Trollagöl (Vissefjärda socken, Småland, 626515-148691)
Trollagöl är en sjö i Emmaboda kommun i Småland och ingår i Lyckebyåns huvudavrinningsområde.